# Campeonato Soviético de Xadrez de 1984
O Campeonato Soviético de Xadrez de 1984 foi a 51ª edição do Campeonato de xadrez da URSS, realizado em Lvov, de 2 a 28 de abril de 1984. Andrei Sokolov foi o campeão. Quatro semifinais ocorreram em Volgodonsk, Irkutsk, Minsk e Nikolayev; e a Primeira Liga, também classificatória para a final, em Tallinn.

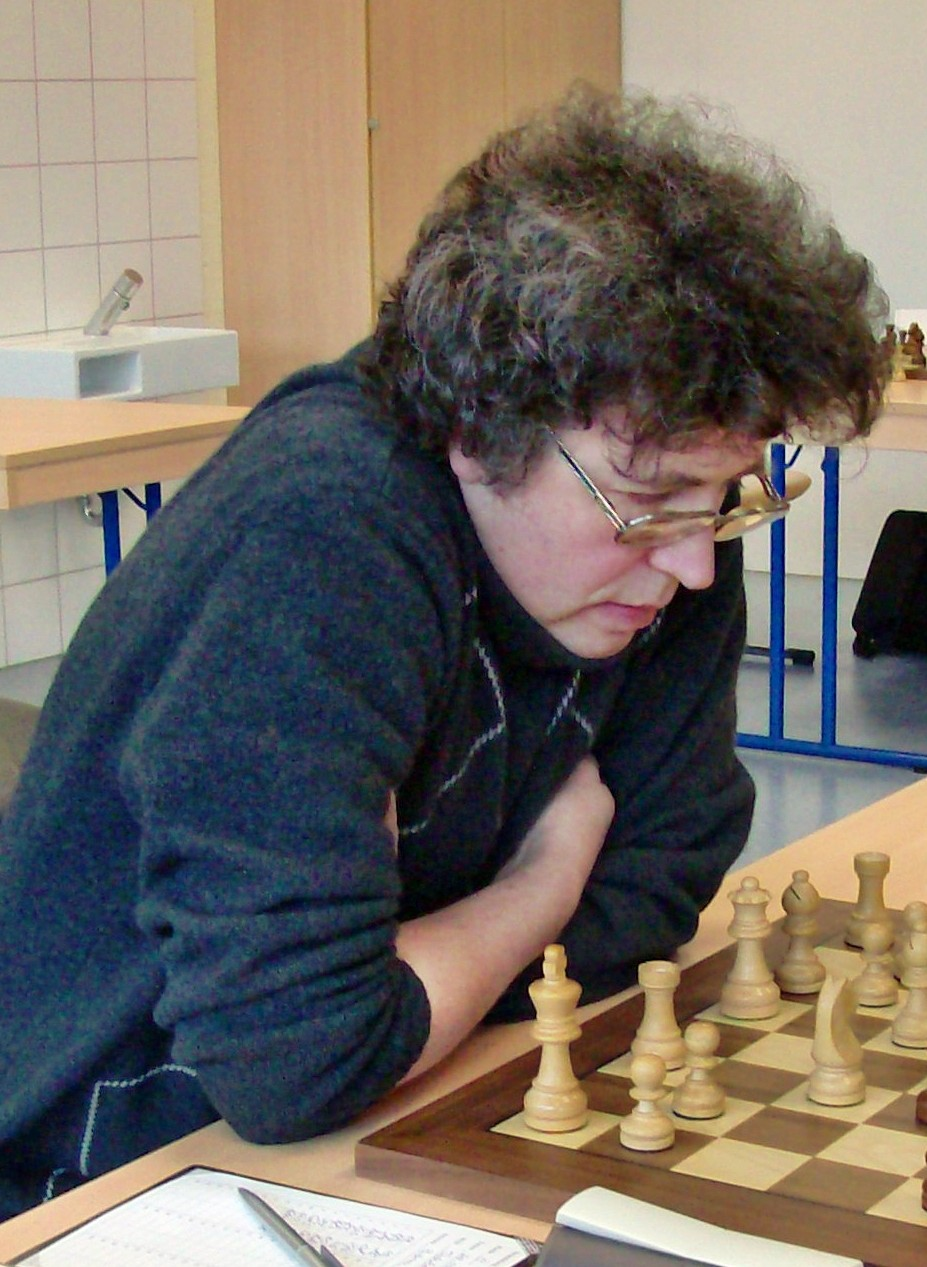
Andrei Sokolov em 2009

## Classificatórios

### Semifinais
Ocorreram quatro semifinais entre setembro e outubro de 1983. Cada semifinal classificou três jogadores para a final: Volgodonsk (Novikov, Sveshnikov, Ehlvest); Irkutsk (Lputian, Chemin, Chekhov); Minsk (Belyavsky, Vyzhmanavin, Eingom) e Nikolayev (Aseev, Mikhalchishin, A.Sokolov).

### Primeira Liga
Os cinco primeiros se classificaram para a final. 
| N° | Jogador             | Rating | 1 | 2 | 3 | 4 | 5 | 6 | 7 | 8 | 9 | 10 | 11 | 12 | 13 | 14 | 15 | 16 | 17 | 18 | Total |
| -- | ------------------- | ------ | - | - | - | - | - | - | - | - | - | -- | -- | -- | -- | -- | -- | -- | -- | -- | ----- |
| 1  | Josif Dorfman       | 2540   | - | ½ | ½ | ½ | ½ | 1 | ½ | ½ | 1 | ½  | 1  | ½  | ½  | ½  | ½  | 1  | 1  | ½  | 11    |
| 2  | Lev Psakhis         | 2580   | ½ | - | ½ | 1 | ½ | ½ | ½ | ½ | ½ | 1  | ½  | 1  | 1  | ½  | 1  | ½  | 0  | ½  | 10½   |
| 3  | Konstantin Lerner   | 2525   | ½ | ½ | - | ½ | 1 | ½ | ½ | ½ | ½ | ½  | ½  | ½  | ½  | 1  | ½  | 1  | ½  | 1  | 10½   |
| 4  | Andrei Kharitonov   |        | ½ | 0 | ½ | - | ½ | ½ | ½ | ½ | ½ | 1  | ½  | ½  | ½  | 1  | 1  | ½  | 1  | ½  | 10    |
| 5  | Boris Gulko         | 2490   | ½ | ½ | 0 | ½ | - | 1 | ½ | ½ | ½ | ½  | ½  | 1  | 0  | ½  | 1  | ½  | 1  | 1  | 10    |
| 6  | Yuri Balashov       | 2540   | 0 | ½ | ½ | ½ | 0 | - | ½ | ½ | ½ | ½  | ½  | 1  | 1  | ½  | 1  | 1  | 1  | 0  | 9½    |
| 7  | Vladimir Malaniuk   | 2460   | ½ | ½ | ½ | ½ | ½ | ½ | - | 1 | ½ | ½  | ½  | ½  | 1  | ½  | ½  | ½  | 0  | ½  | 9     |
| 8  | Mikhail Podgaets    | 2450   | ½ | ½ | ½ | ½ | ½ | ½ | 0 | - | 1 | ½  | ½  | 1  | ½  | ½  | ½  | ½  | ½  | ½  | 9     |
| 9  | Peter Korzubov      | 2450   | 0 | ½ | ½ | ½ | ½ | ½ | ½ | 0 | - | 1  | ½  | ½  | ½  | ½  | ½  | ½  | 1  | 1  | 9     |
| 10 | Elizbar Ubilava     | 2445   | ½ | 0 | ½ | 0 | ½ | ½ | ½ | ½ | 0 | -  | ½  | ½  | 1  | ½  | 1  | ½  | 1  | 1  | 9     |
| 11 | Sergey Makarichev   | 2505   | 0 | ½ | ½ | ½ | ½ | ½ | ½ | ½ | ½ | ½  | -  | ½  | ½  | 0  | ½  | ½  | 1  | 1  | 8½    |
| 12 | Viktor Gavrikov     | 2470   | ½ | 0 | ½ | ½ | 0 | 0 | ½ | 0 | ½ | ½  | ½  | -  | 1  | 1  | ½  | ½  | 1  | 1  | 8½    |
| 13 | Leonid Yurtaev      | 2360   | ½ | 0 | ½ | ½ | 1 | 0 | 0 | ½ | ½ | 0  | ½  | 0  | -  | ½  | ½  | ½  | 1  | 1  | 7½    |
| 14 | Ratmir Kholmov      | 2480   | ½ | ½ | 0 | 0 | ½ | ½ | ½ | ½ | ½ | ½  | 1  | 0  | ½  | -  | ½  | ½  | 0  | ½  | 7     |
| 15 | Aidyn Guseinov      |        | ½ | 0 | ½ | 0 | 0 | 0 | ½ | ½ | ½ | 0  | ½  | ½  | ½  | ½  | -  | ½  | 1  | 1  | 7     |
| 16 | Igor Polovodin      | 2435   | 0 | ½ | 0 | ½ | ½ | 0 | ½ | ½ | ½ | ½  | ½  | ½  | ½  | ½  | ½  | -  | 0  | ½  | 6½    |
| 17 | Alexander Petrushin | 2415   | 0 | 1 | ½ | 0 | 0 | 0 | 1 | ½ | 0 | 0  | 0  | 0  | 0  | 1  | 0  | 1  | -  | 1  | 6     |
| 18 | Lembit Oll          | 2365   | ½ | ½ | 0 | ½ | 0 | 1 | ½ | ½ | 0 | 0  | 0  | 0  | 0  | ½  | 0  | ½  | 0  | -  | 4½    |

Boris Gulko não jogou a final por uma razão desconhecida, e foi substituído por Yuri Balashov.

## Final
| N° | Jogador              | Rating | 1 | 2 | 3 | 4 | 5 | 6 | 7 | 8 | 9 | 10 | 11 | 12 | 13 | 14 | 15 | 16 | 17 | 18 | Total |
| -- | -------------------- | ------ | - | - | - | - | - | - | - | - | - | -- | -- | -- | -- | -- | -- | -- | -- | -- | ----- |
| 1  | Andrei Sokolov       | 2495   | - | ½ | ½ | 1 | ½ | 1 | 1 | 1 | 1 | ½  | 1  | ½  | ½  | ½  | ½  | 1  | ½  | 1  | 12½   |
| 2  | Konstantin Lerner    | 2485   | ½ | - | ½ | ½ | ½ | ½ | 0 | 1 | 1 | 1  | 1  | ½  | ½  | ½  | 1  | 1  | ½  | 1  | 11½   |
| 3  | Vereslav Eingorn     | 2475   | ½ | ½ | - | 1 | 1 | ½ | 1 | 0 | ½ | ½  | ½  | ½  | 1  | ½  | ½  | 1  | ½  | ½  | 10½   |
| 4  | Adrian Mikhalchishin | 2480   | 0 | ½ | 0 | - | 1 | ½ | ½ | ½ | ½ | ½  | ½  | 1  | ½  | 1  | 1  | ½  | ½  | ½  | 9½    |
| 5  | Smbat Lputian        | 2540   | ½ | ½ | 0 | 0 | - | ½ | ½ | ½ | 1 | 1  | ½  | ½  | ½  | ½  | 1  | ½  | ½  | ½  | 9     |
| 6  | Igor Novikov         | 2420   | 0 | ½ | ½ | ½ | ½ | - | 1 | ½ | 1 | ½  | ½  | ½  | 0  | ½  | 1  | 0  | ½  | 1  | 9     |
| 7  | Vladimir Tukmakov    | 2550   | 0 | 1 | 0 | ½ | ½ | 0 | - | ½ | 1 | ½  | ½  | ½  | 1  | ½  | 1  | 1  | 0  | ½  | 9     |
| 8  | Alexander Beliavsky  | 2565   | 0 | 0 | 1 | ½ | ½ | ½ | ½ | - | 0 | 0  | ½  | 1  | ½  | 1  | ½  | 1  | ½  | 1  | 9     |
| 9  | Alexey Vyzmanavin    | 2470   | 0 | 0 | ½ | ½ | 0 | 0 | 0 | 1 | - | 1  | 1  | 0  | ½  | 1  | 1  | ½  | 1  | ½  | 8½    |
| 10 | Jaan Ehlvest         | 2485   | ½ | 0 | ½ | ½ | 0 | ½ | ½ | 1 | 0 | -  | ½  | 0  | 1  | 1  | 0  | 1  | ½  | ½  | 8     |
| 11 | Alexander Chernin    | 2475   | 0 | 0 | ½ | ½ | ½ | ½ | ½ | ½ | 0 | ½  | -  | ½  | ½  | ½  | 1  | ½  | ½  | 1  | 8     |
| 12 | Lev Psakhis          | 2535   | ½ | ½ | ½ | 0 | ½ | ½ | ½ | 0 | 1 | 1  | ½  | -  | ½  | ½  | 0  | 0  | ½  | ½  | 7½    |
| 13 | Josif Dorfman        | 2515   | ½ | ½ | 0 | ½ | ½ | 1 | 0 | ½ | ½ | 0  | ½  | ½  | -  | ½  | ½  | ½  | 1  | 0  | 7½    |
| 14 | Valery Salov         |        | ½ | ½ | ½ | 0 | ½ | ½ | ½ | 0 | 0 | 0  | ½  | ½  | ½  | -  | ½  | ½  | 1  | ½  | 7     |
| 15 | Konstantin Aseev     | 2390   | ½ | 0 | ½ | 0 | 0 | 0 | 0 | ½ | 0 | 1  | 0  | 1  | ½  | ½  | -  | ½  | 1  | 1  | 7     |
| 16 | Valery Chekhov       | 2535   | 0 | 0 | 0 | ½ | ½ | 1 | 0 | 0 | ½ | 0  | ½  | 1  | ½  | ½  | ½  | -  | 1  | ½  | 7     |
| 17 | Yuri Balashov        | 2535   | ½ | ½ | ½ | ½ | ½ | ½ | 1 | ½ | 0 | ½  | ½  | ½  | 0  | 0  | 0  | 0  | -  | ½  | 6½    |
| 18 | Andrei Kharitonov    |        | 0 | 0 | ½ | ½ | ½ | 0 | ½ | 0 | ½ | ½  | 0  | ½  | 1  | ½  | 0  | ½  | ½  | -  | 6     |